# Zádor Dezső (operaénekes)
Zádor Dezső, külföldön Desider Zador (Felsőkorompa, 1873. március 8. – Berlin, 1931. április 24.) operaénekes (bariton), operarendező, a Tanácsköztársaság alatt az Operaház igazgatója.

## Életút
A Zeneakadémiára 1896-ban iratkozott be, mesterei Adele Passy-Cornet és Pauli Richárd voltak, majd Bécsben tökéletesítette tudását. Czernowitzba (a Monarchia Bukovina tartományába) szerződött, ahol a Figaro házassága Grófjaként debütált, majd 1898 és 1901 között az elberfeldi (Wuppertal) Városi Színház tagja lett, majd az Angelo Neumann által vezetett Prágai Német Színház szerződtette, melynek 1906-ig maradt tagja. Itt készítette első lemezfelvételeit már 1903-ban, hogy aztán pályájának következő állomásán, Berlinben Valentinként 1908-ban részt vehessen a Faust világelső 2.5 órányi anyagot tartalmazó stúdió-felvételén. Zádor 1911-ig maradt a Komische Oper tagja, közben Zürichben, Hágában, Münchenben, Drezdában és Londonban is vendégszerepelt, elsősorban Wagner-szerepekben. Berlinből Drezdába szerződött, ahol 1916-ig állt az Udvari Opera alkalmazásában. 1913-18 közt rendszeresen vendégszerepelt a Népoperában, közben a drezdai udvari színház állandó tagja volt. Gróf Bánffy Miklós intendáns 1918. május 1-én főrendezőnek szerződteti Zádort, ebben a minőségben felújítások sorát gondozza, legjelentősebb önálló rendezése Bartók: A kékszakállú herceg várának ősbemutatója volt. December 11-én Lovászy Márton miniszter ideiglenesen az évad végéig igazgatónak nevezi ki Zádor Dezsőt, a főzeneigazgató Egisto Tango lesz. Érdemük, hogy az Operaházat sikerül egyben tartaniuk, és nem került sor drámai változásokra. A Tanácsköztársaság bukása után 1919. szeptember 15-én  azonnali hatállyal felmentik mindkettőjüket. A berlini Staatsoper szerződteti, visszatér a Covent Gardenbe, 1922 és 1924 között nagy észak-amerikai turnékon is részt vesz. 1921-ben Napóleont játssza a Der Stier von Olivera című némafilmben, egy évvel később Nathan Rothschildot a Die fünf Frankfurterben. 1924-ben megházasodott, felesége az amerikai származású alt, Emma Zador-Bassth. A művész ugyanettől az évtől haláláig charlottenburgi Städtische Oper tagja lett. Halála után a színészkaszinó igazgatójaként is gyászolták. 

## Főbb szerepei
- Charpentier: Louise - Apa
- Gounod: Faust - Valentin, Mefisztó
- Leoncavallo: Parasztbecsület - Alfio
- Leoncavallo: Zaza (címszerep)
- Mozart: Figaro házassága - Gróf
- R. Strauss: Ariadne Naxosban - zenetanár
- Verdi: Rigoletto (címszerep)
- Verdi:Trubadúr - Luna
- Wagner: Ring (Rajna kincse, Siegfried, Istenek alkonya) - Alberich
- Wagner: Parsifal - Klingsor
- Wagner: Nürnbergi mesterdalnokok - Pogner, Hans Sachs